# Cuxhaven (huyện)
Cuxhaven là một huyện (Landkreis) ở Niedersachsen, Đức. Các đơn vị giáp ranh (từ phía đông theo chiều kim đồng hồ) là: các huyện Stade, Rotenburg, Osterholz và Wesermarsch, thành phố Bremerhaven và Biển Bắc.

## Lịch sử
Huyện được lập năm 1977 thông qua việc sáp nhập các huyện Land Hadeln và Wesermünde. Thành phố Cuxhaven thuộc huyện và trở thành huyện lỵ của huyện mới.

## Địa lý
Huyện tọa lạc bên bờ Biển Bắc, có cửa sông Elbe và Weser. Bờ biển thuộc Vườn quốc gia biển Wadden Niedersachsen.

## Các thành phố và đô thị
| Thành phố                                                                       | Samtgemeinden | Samtgemeinden | Samtgemeinden |
| ------------------------------------------------------------------------------- | --- | --- | --- |
| 1. Cuxhaven 2. Langen Free municipalities 1. Loxstedt 2. Nordholz 3. Schiffdorf | - 1. Am Dobrock 1. Belum 2. Bülkau 3. Cadenberge1 4. Geversdorf 5. Neuhaus (Oste) 6. Oberndorf 7. Wingst - 2. Bederkesa 1. Bad Bederkesa1 2. Drangstedt 3. Elmlohe 4. Flögeln 5. Köhlen 6. Kührstedt 7. Lintig 8. Ringstedt - 3. Beverstedt 1. Appeln 2. Beverstedt1 3. Bokel 4. Frelsdorf 5. Heerstedt 6. Hollen 7. Kirchwistedt 8. Lunestedt 9. Osterndorf 10. Stubben | - 4. Börde Lamstedt 1. Armstorf 2. Hollnseth 3. Lamstedt1 4. Mittelstenahe 5. Stinstedt - 5. Hadeln 1. Neuenkirchen 2. Nordleda 3. Osterbruch 4. Otterndorf1, 2 - 6. Hagen 1. Bramstedt 2. Driftsethe 3. Hagen im Bremischen1 4. Sandstedt 5. Uthlede 6. Wulsbüttel | - 7. Hemmoor 1. Hechthausen 2. Hemmoor1, 2 3. Osten - 8. Land Wursten 1. Cappel 2. Dorum1 3. Midlum 4. Misselwarden 5. Mulsum 6. Padingbüttel 7. Wremen - 9. Sietland 1. Ihlienworth1 2. Odisheim 3. Steinau 4. Wanna |
|                                                                                 | 1thủ phủ của Samtgemeinde; 2thị xã | | |